# Eveliina Piippo
Eveliina Piippo, née le 7 septembre 1998 à Tampere, est une fondeuse finlandaise.

## Biographie
Licenciée au club de Vuokatti, fait ses débuts internationaux au Festival olympique de la jeunesse européenne 2015, avant de devenir double championne de Finlande junior. Elle participe à sa première épreuve de Coupe du monde en novembre 2017 à Ruka, puis est notamment quatrième du skiathlon des Championnats du monde junior à Goms. 
En mars 2018, elle marque ses premiers points pour sa deuxième course en Coupe du monde avec une 28e place au dix kilomètres classique de Lahti. En décembre de la même année, à Beitostølen, elle monte 
sur le podium pour la première fois avec ses coéquipières du relais.
Elle remporte la médaille d'argent du dix kilomètres libre aux Championnats du monde des moins de 23 ans en 2019, derrière Mariya Istomina. En 2019, elle obtient aussi sa première sélection pour les Championnats du monde à Seefeld, terminant sixième du relais, après un top vingt individuel : 19e du skiathlon.
En Coupe de Scandinavie, elle monte sur un podium en janvier 2019 sur le vingt kilomètres de Vuokatti.
Partie étudier aux États-Unis à l'université de Denver, elle doit se faire opérer en raison de problèmes au dos lors de la saison 2019-2020.

## Palmarès

### Championnats du monde
| Épreuve / Édition     | Sprint | Sprint                           | 10 km                            | 10 km     | Skiathlon 2 × 7,5 km | 30 km | Relais | Relais   |
| Épreuve / Édition     | libre  | classique                        | libre                            | classique | Skiathlon 2 × 7,5 km | 30 km | Sprint | 4 × 5 km |
| Mondiaux 2019 Seefeld | —      | Épreuve inexistante à cette date | Épreuve inexistante à cette date | 23e       | 19e                  | —     | —      | 6e       |

Légende :
- : pas d'épreuve
- — : épreuve non disputée par Piipo

### Coupe du monde
- Meilleur classement général : 78e en 2019.
- Meilleur résultat en épreuve individuelle : 18e.
- 2 podiums en épreuve par équipes : 2 troisièmes places.

#### Classements détaillés
| Saison / Épreuve | Saison / Épreuve | Général | Général | Distance | Distance | Sprint | Sprint |
| ---------------- | ---------------- | ------- | ------- | -------- | -------- | ------ | ------ |
| Saison / Épreuve | Saison / Épreuve | Class.  | Points  | Class.   | Points   | Class. | Points |
| 2017-2018        | 2017-2018        | 103e    | 3       | 78e      | 3        |        |        |
| 2018-2019        | 2018-2019        | 78e     | 33      | 54e      | 33       |        |        |

### Championnats du monde des moins de 23 ans
- Médaille d'argent du dix kilomètres en 2019 à Lahti.

### Coupe de Scandinavie
- 1 podium.